# Artemó de Pèrgam
Artemó de Pèrgam (en grec antic: Ἀρτέμων, llatí: Artemon) fou un escriptor de l'antiga Grècia citat en els escolis de Píndar que sembla que va escriure una història de Sicília, avui perduda.
Raonablement, aquest Artemó és el mateix personatge que Artemó de Cassandrea (hauria nascut a Cassandrea i treballat a Pèrgam), gramàtic citat per Ateneu de Nàucratis. També s'ha identificat amb un altre Artemó, citat per David l'Invencible i Pseudo-Demetri de Falèron, que va aplegar les lletres d'Aristòtil en vuit llibres.